# GPRASP2
A Proteína 2 de triagem associada ao receptor acoplado à proteína G é uma proteína que em humanos é codificada pelo gene GPRASP2.